# Ångermanlands västra kontrakt
Ångermanlands västra kontrakt var ett kontrakt inom Svenska kyrkan i Härnösands stift. Kontraktet tillkom 1733 och namnändrades 1922 till Ramsele kontrakt

## Administrativ historik
Kontraktet bildades 1733 då Ångermanlands södra kontrakt delades i västra och östra kontraktet. Kontraktet omfattade till början av 1800-talet av Gudmundrå, Ramsele, Resele, Sollefteå och Torsåkers pastorat.
I början av 1800-talet delades kontraktet, varefter kontrakten i Ångermanland utgjordes av Ångermanlands norra, södra, västra och östra kontrakt. Till det västra kontraktet hörde då Bodum, Boteå, Helgum, Junsele, Ramsele, Resele och Sollefteå pastorat. 
1909 skedde en ny delning då Ångermanlands sydvästra kontrakt bildade och därefter ingick i kontraktet 
- Ådals-Lidens församling
- Junsele församling
- Ramsele församling
- Edsele församling
- Bodums församling
- Fjällsjö församling
- Tåsjö församling